# 马于站
马于站是位于河北省晋州市马于镇的一个铁路车站，邮政编码052260。车站建于1940年，有石德铁路经过该站，现仅办理货运，不办理客运业务，车站及其上下行区间均已电气化。车站距离石家庄站65公里，隶属中国铁路北京局集团，曾是四等站，在石德铁路电气化改造工程中已撤销。